# Kupferhalsziege

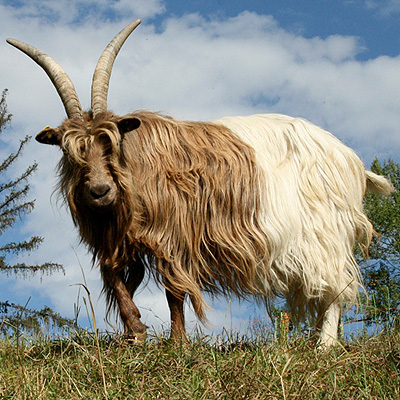
Kupferhalsziege

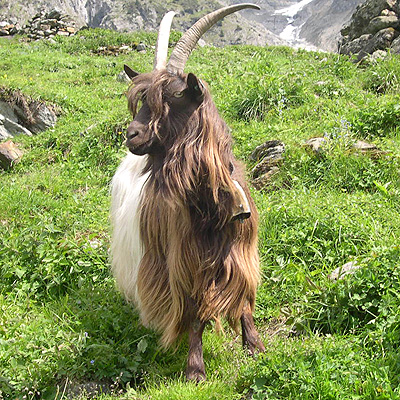
Kupferhalsziege

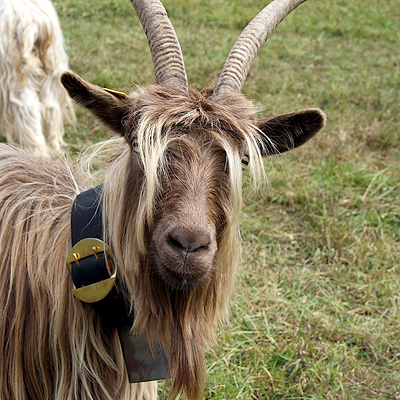
Kupferhalsziege

Kupferhalsziege ist eine im Jahr 2006 von der Stiftung ProSpecieRara wiederentdeckte,  mit der Walliser Schwarzhalsziege eng verwandte Ziegenrasse in der Schweiz, die durch rötlich-braunes Fell an der vorderen Körperhälfte charakterisiert ist. Sie wurde 2020 offiziell in die Rassenliste des Bundes aufgenommen.

## Erscheinungsmerkmale
Auch bei Schwarzhalsziegen mit gewöhnlicher Färbung treten unter intensiver Sonnenbestrahlung oft Ausbleicherscheinungen in den oberen Fellschichten auf. Hiervon unterscheidet sich die Kupferhalsziege durch die rötliche Färbung auch der unteren Fellschichten sowie der Kopf- und Beinbehaarung.

## Verbreitung
2006 konnte ProSpecieRara erst 28 Kupferhalsziegen im Berner Oberland und im Wallis ausfindig machen.
Im Herbst 2013 waren rund 200 lebende Exemplare bekannt, die meisten im Mattertal im Oberwallis, weitere Exemplare unter anderem im Berner Oberland. Bis Ende 2016 stieg die Zahl auf knapp 560. Mittlerweile ist die Kupferhalsziege in der ganzen Schweiz anzutreffen.
Kupferhalsziegen traten in den letzten Jahrzehnten nach Darstellung von ProSpecieRara immer wieder als farblich abweichende Exemplare in Beständen gewöhnlicher Schwarzhalsziegen auf, wurden jedoch aufgrund ihrer vom Rassetyp abweichenden Färbung von Züchtern bisher nicht ins Herdebuch aufgenommen, sondern meistens aussortiert und gleich nach der Geburt geschlachtet.
Dass solche Tiere im vergangenen Jahrhundert auch in Gruppen auftraten, könnte eine Beschreibung von 1890 nahelegen, wonach zu dieser Zeit am Rhonegletscher eine „starke Truppe grosser prächtiger Tiere, auf der vorderen Körperhälfte braun, auf der hinteren milchweiss“ gesichtet wurde, die sich durch diese Färbung von den zur gleichen Zeit im nahegelegenen Mattertal beobachteten Schwarzhalsziegen mit gewöhnlicher Färbung unterschieden. Es ist jedoch nicht bekannt, ob es sich auch in diesem Fall um eine angeborene oder nur durch Lichteinwirkung bedingte Färbung handelte.

## Entstehung
ProSpecieRara vermutete zu Beginn des Rettungsprojektes 2006 als Ursache für die abweichende Färbung ein rezessives Gen aus dem Erbgut der in der Kupfersteinzeit verbreitet gewesenen, heute ausgestorbenen Kupferziege, die als Vorfahre der Schwarzhalsziege gilt. Die ausgestorbene Kupferziege hat ihren Namen allerdings nicht von der Farbe ihres Fells, die unbekannt ist, sondern von ihrem Auftreten in der Kupfersteinzeit. Eine DNA-Analyse, welche die Stiftung ProSpecieRara in Zusammenarbeit mit dem Institut für Genetik der Universität Bern 2014 durchführte, zeigte, dass die Kupferfärbung dominant über dem rezessiven Schwarz vererbt wird und Kupferhalsziegen vermutlich beide Farbgene tragen.

## Erhaltungsprojekt
Im Herbst 2006 begann die Tierschutzorganisation ProSpecieRara mit Recherchen zu diesem Typ und startete im Frühjahr 2007 ein Erhaltungsprojekt. Auf entsprechenden Aufruf wurden rund zwanzig Tiere gemeldet, und im März 2008 fand ein erstes Treffen von Züchtern der Kupferhalsziege statt.
Seit Projektbeginn 2006 konnte ProSpecieRara Zuchtgruppen in verschiedenen Regionen der Schweiz verteilen. 2020 wurde die Kupferhalsziege offiziell in die Rassenliste des Bundes aufgenommen.
Im gleichen Jahr initiierte ProSpecieRara die Gründung des Züchtervereins der Capra Sempione, Kupferhalsziege und Grüenochte Geiss (ZCKG).